# Demografia de Macau
A Região Administrativa Especial de Macau da República Popular da China é um dos sítios com maior densidade populacional do mundo, com 18.811 pessoas por quilómetro quadrado (Macau só tem uma área de 26,2 quilómetros quadrados), sendo que, em 2018, tem cerca de 658 mil habitantes ao todo. A população desta cidade é composta maioritariamente (cerca de 94%) por chineses.
Actualmente, o crescimento populacional, nomeadamente da população activa (que conta em Novembro de 2007 com mais de 320 mil pessoas) ou mão-de-obra, registado em Macau é sustentado principalmente pela imigração de pessoas oriundas da China Continental, das Filipinas e de outras partes do mundo , visto que a sua taxa de natalidade é uma das mais baixas do mundo, tendo sido somente registado em 2007 uma taxa de 8,57 %. Mas, por outro lado, Macau é um dos lugares com maior esperança de vida à nascença (em média, com cerca de 82,27 anos de idade, em 2007)  e com o menor índice de mortalidade infantil (com aproximadamente 4,33 mortes por 1000 nascimentos).  Mais concretamente, em 2007, nasceram em Macau cerca de 4500 crianças e morreram cerca de 1500 pessoas 
Os portugueses, ex-administradores de Macau, sempre foram uma minoria étnica em Macau. No ano 1563, Macau tinha cinco mil habitantes, dos que 4100 eram chineses e 900 portugueses. Agora, os números são muito mais altos, e a percentagem dos portugueses é ainda mais baixa.
As pessoas que têm uma ascendência (antepassados) portuguesa e chinesa (e também outras de origem asiática, como por exemplo, malaia, indiana, cingalesa) que nasceram e/ou moram em Macau chamam-se Macawense ou "filhos da terra". Uma minoria deles ainda sabem falar o patuá macaense, um crioulo de base portuguesa em via de extinção.
| Nacionalidade da população residente Intercensos de 2006 | Nacionalidade da população residente Intercensos de 2006 |
| -------------------------------------------------------- | -------------------------------------------------------- |
| Nacionalidade                                            | % ±                                                      |
| Chinesa                                                  | 93,9                                                     |
| Portuguesa                                               | 1,7                                                      |
| Filipina                                                 | 2                                                        |
| Outras                                                   | 2,4                                                      |

## Línguas
As línguas oficiais são o português e o cantonês. O último é dominado, em 2006, por cerca de 91,9% da população e falado correntemente por cerca de 85,7% da população, tornando-o a língua, ou mais precisamente o dialecto chinês, mais falado de Macau. O português é só dominado por cerca de 2,4% da população e falado correntemente por cerca de 0,6% da população.